# Cervus elaphus barbarus
Cervus elaphus barbarus — підвид Cervus elaphus, з Північної Африки.
Це єдиний відомий в Африці олень, крім Megaceroides algericus, що вимер приблизно 6000 років тому.

## Опис
C. e. barbarus менше звичайного благородного оленя. Тіло темно-коричневе, з білими плямами на боках та спині. Роги позбавлені другого зубця.

## Ареал і місце існування
C. e. barbarus — єдиний представник родини оленевих, який живе у Північній Африці.
Він живе у густих, вологих лісових районах Алжиру, Тунісу та Марокко.
Спочатку на нього полювали до повного зникнення, проте екземпляри з туніської популяції були реінтродуковані в 1990-ті роки.
Одну популяцію можна зустріти у Національному парку Тазекка у горах Середнього Атласу.

## Таксономія
Недавні генетичні дослідження показують, що північноафриканська популяція благородного оленя практично не відрізняється від сардинської та корсиканської популяцій, які зазвичай називають Cervus elaphus corsicanus.
Це переконливо доводить стародавню інтродукцію людиною благородного оленя із Північної Африки на ці середземноморські острови.
Подальший аналіз показує, що C. e. barbarus, включаючи C.е. corsicanus, належить до окремого півиду та має бути згрупований під назвою Cervus corsicanus.

## Вороги
На C. e. barbarus полюють або полювали такі хижаки, як берберійський лев, Ursus arctos crowtheri, берберійський леопард та Canis lupaster але вони або опинилися під загрозою зникнення, або вимерли в регіоні, де зустрічається C. e. barbarus.